# Candice Wiggins
Candice Dana Wiggins (Baltimora, 14 febbraio 1987) è un'ex cestista statunitense, professionista nella WNBA.

## Carriera
È stata selezionata dalle Minnesota Lynx al primo giro del Draft WNBA 2008 (3ª scelta assoluta).
Con gli Stati Uniti ha disputato i Giochi panamericani di Rio de Janeiro 2007.

### Ritiro
Il 22 marzo 2016, Wiggins ha annunciato il suo ritiro dalla WNBA dopo otto stagioni. Nonostante abbia solo 29 anni e senza un infortunio pericoloso per la carriera, Wiggins ha espresso in una lettera sul suo ritiro che era pronta a passare dal giocare a basket professionistico.
In un'intervista del 2017 con Unione di San DiegoWiggins ha rivelato di più su ciò che l'ha portata a ritirarsi dal basket.                Definendo la cultura della lega "molto, molto dannosa" e "tossica per me", ha affermato di essere stata. bulli in campo durante la sua carriera WNBA per essere eterosessuale e popolare a livello nazionale.  Wiggins ha aggiunto: "Volevo giocare altre due stagioni di WNBA, ma l'esperienza non si è prestata al mio stato mentale". Durante l'intervista, ha osservato:
Io essendo eterosessuale e dritto, ed essere vocale nella mia identità di donna eterosessuale era enorme. Direi che il 98% delle donne della WNBA sono donne gay.    Era un tipo di luogo conformista. C'era una serie di regole completamente diverse che (gli altri giocatori) potevano applicare".
Le osservazioni di Wiggins hanno portato a una grave reazione da parte di molti giocatori WNBA e di altre figure sportive, ma è stata in gran parte al loro fianco. Ha chiarito la sua osservazione "98% ", dicendo: "Era il mio modo di illustrare l'isolamento che ho provato personalmente.
Mi sentivo come il 2% rispetto al 98%.

## Palmarès
- Campionessa WNBA (2011)
- WNBA Sixth Woman of the Year (2008)
- WNBA All-Rookie First Team (2008)